# Jeong Ji-yeong
Jeong Ji-yeong (정지영) ou Chung Ji-young, né le 19 novembre 1946 à Cheongju (province de Chungcheong du Nord, en Corée du Sud), est un réalisateur et scénariste sud-coréen.

## Biographie
Formation : université de Corée

## Filmographie partielle

### Au cinéma
- 1982 : Angaeneun yeojacheoleom sogsaginda
- 1984 : Chueogeui bitt
- 1987 : Geolieui agsa
- 1987 : Uigiui yeoja
- 1988 : Yeojaga sumneun sup
- 1988 : Sanbaeam
- 1990 : Nambugun
- 1991 : Sansani buseojin ileumiyeo
- 1992 : White Badge (Hayan chonjaeng)
- 1994 : Hollywood Kid eu saengae
- 1997 : Blackjack
- 1998 : Ga
- 2011 : Ali ali hangukyeonghwa
- 2011 : Bureojin hwasal
- 2011 : Masterclass-ui san-chaek
- 2012 : Namyeong-dong 1985
- 2018 : Grass de Hong Sang-soo
- 2019 : Black Money
- 2022 : The Boys (소년들)